# Дика земля
Дика земля (англ. Savage Land) — американський пригодницький фільм 1994 року.

## Сюжет
Люк Морган і його сестра Ганна подорожують через країну до Колорадо, щоб знайти свого батька. Проїхавши половину шляху їх диліжанс піддається нападу бандитів, замаскованих під індіанців. Тікаючі їм треба знайти свій шлях до цивілізації через пустелю, в той час як бандити будуть їх переслідувати.

## У ролях
| Актор            | Роль                |
| ---------------- | ------------------- |
| Корбін Бернсен   | Квінт               |
| Вівіан Шиллінг   | Клара               |
| Брайон Джеймс    | Сайрус              |
| Шарлотта Росс    | Менді               |
| Корі Керріер     | Люк Морган          |
| Мерседес МакНаб  | Ганна Морган        |
| Грем Грін        | Скайано             |
| Натаніель Арканд | Трі Клімбер         |
| Роджер Бальзам   | заступник           |
| Коллін Бернсен   | Прайсон             |
| Аарон Борнстейн  | станційний доглядач |
| Дональд Борза II | дядя Джон           |
| Гелен Келахезен  | жінка лікар         |
| Пейдж Флетчер    | незнайомець         |
| Дін Гамільтон    | маршалл             |
| Мартін Коув      | Джебель             |
| Сонні Лендем     | Лассітер            |
| Чарльз Неп'єр    | Кол                 |
| Ерік Паркінсон   | менеджер Менді      |
| Вінсент Рейн     | Літерфут            |
| Максін Джеймс    | Хлоя                |
| Леслі Раян       | тітка Бетсі         |
| Сем Скарбер      | Кріс                |
| Бо Свенсон       | Джеб                |
| Джим Таунсенд    | носій диліжансу     |